# 黃奕炳
黃奕炳（1953年12月15日—），中華民國陸軍中將、台大碩士、銘傳大學中文系博士、作家、文史工作者、教育家，金門縣金沙鎮人，畢業於陸軍官校45期，目前投入金門史蹟保存運動，現任銘傳大學中文系兼任教授、中央軍校校友總會副理事長，曾任臺北市政府公車聯管會主委、國防部總督察長、陸軍副司令、陸軍十軍團指揮官、國防部常務次長、參謀本部聯一次長、陸軍步校校長、陸軍高中校長、國防大學教育長、陸軍官校學指部指揮官等職，2013年8月12日，投書媒體細述陸軍司令李翔宙上將對中華民國陸軍的付出與貢獻，並嚴正駁斥各界對李翔宙的抹黑與退伍動機之謠傳。退役後轉任大南汽車董事長、榮僑投資公司董事長。退伍後，亦積極投入金門戰地歷史遺跡的保存運動。

## 學歷
- 台灣省立岡山高級中學畢業（1972年）
- 陸軍軍官學校畢業（陸官四十五期正期，1976年，與曾任參謀總長的邱國正上將是同學）
- 政治作戰學校政治研究所碩士（1985年）
- 國立臺灣大學國家發展研究所碩士（2008年）
- 銘傳大學應用中文系博士（2019年）

## 經歷
曾任
- 陸軍野戰步兵269師807旅上校旅長；
- 軍管區兼海岸巡防司令部第三指揮部首任上校指揮官；
- 陸軍官校學生指揮部上校指揮官；
- 金防部第三處上校處長；
- 烈嶼步兵一五八師上校副師長；
- 小金門--烈嶼守備區指揮官兼一五八旅少將旅長；
- 陸軍專科學校（前陸軍高中）少將校長
- 國防大學少將教育長。
- 2005年4月接任成為第25任陸軍步兵訓練指揮部暨步兵學校中將校長。
- 2006年11月調升國防部參謀本部人事參謀室中將次長。
- 2007年10月升任國防部陸軍中將常務次長。
- 2010年3月31日調任陸軍十軍團中將指揮官[3]。
- 2011年9月19日晉升陸軍司令部副司令[1]。
- 2013年2月2日晉升國防部中將總督察長[4]。

## 榮譽
- 四等寶鼎勳章[5]